# ジョージ・ブリッジタワー
ジョージ・オーガスタス・ポルグリーン・ブリッジタワー（George Augustus Polgreen Bridgetower, 1778年または1780年 – 1860年2月29日）は、ポーランド出身のイングランドのヴァイオリニスト。黒人の父親と、おそらくドイツ人の母親との間に産まれた。

## 略歴

### 生い立ち
ポーランドのビェルスコ＝ビャワに生まれ、洗礼名簿に「1778年10月11日生まれ、イェロニモ・イッポリト・デ・アウグスト（Hieronimo Hyppolito de Augusto）」と登録される。ビャワはブリッジタワーの父親がヒェロニム・ヴィンツェンティ・ラジヴィウ公によって使用人として雇われていた土地であった。
父親のジョン・フレデリック・ブリッジタワー（John Frederick Bridgetower）はおそらく西インド諸島（たぶんバルバドス）の出身で、ハンガリー貴族のエステルハージ家の召使いであったにもかかわらず、アフリカの王家の出を自称していた。母親はシュヴァーベンの出身で、おそらくゾフィー・フォン・トゥルン・ウント・タクシス（ラジヴィウ公の妻）の屋敷の住み込み家政婦であった。
ブリッジタワーは少年時代にかなりの楽才を示しており、1789年にはパリやロンドン、バス、ブリストルでヴァイオリンの演奏会を開いて成功を収めた。1791年に当時の英国王太子（後のジョージ4世）が興味を示して、ブリッジタワーの継続的な音楽教育を監督した。王太子の管理により、ブリッジタワーの指導は、王立歌劇場の指揮者フランソワ＝イポリト・バルテレモンや、クロアチア系イタリア人作曲家ジョヴァンニ・マネ・ジョルノヴィキ（イヴァン・マネ・ヤルノヴィチ）、セント・ポール大聖堂オルガニストで王立音楽院教授のトマス・アトウッドの3者に委ねられた。ブリッジタワーは1789年から1799年にかけて、コヴェント・ガーデン劇場やドルリー・レーン王立劇場、ヘイマーケット王立劇場といった、ロンドンの主立った劇場でおよそ50回の演奏会を行なった。また、王太子によって自分の宮廷オーケストラの団員に召抱えられ、ブライトンやロンドンで演奏した。

### 外遊：ベートーヴェンとの出逢い
1802年に賜暇を認められ、母親と兄弟をドレスデンに訪ねて同地で演奏会を開く。その後1803年にウィーンに行き、ルートヴィヒ・ヴァン・ベートーヴェンと共演した。感銘を受けたベートーヴェンは自身の偉大な《ヴァイオリン・ソナタ第9番》作品47をブリッジタワーに献呈したが、「大狂人かつ混血作曲家たる混血ブリッジタワーのために作曲された混血ソナタ」という、親しみからとはいえ茶化すような献辞がついていた。ようやく完成に漕ぎ着けると、1803年5月24日にアウガルテンにおいて、作曲者自身のピアノとブリッジタワーのヴァイオリンによって公開初演が行われた。ブリッジタワーは、ベートーヴェンの写譜した第2楽章のパート譜に目を通して、肩をすくめた。そしてパート譜にやや手を入れたが、ベートーヴェンは気前良くそれを受け入れ、「もう一度だ、相棒！（Noch einmal, mein lieber Bursch!）」と飛び上がって言った。ベートーヴェンはブリッジタワーに音叉を贈っており、これは現在、大英図書館に保管されている。間もなく二人の関係は終わった。ブリッジタワーがある女性を侮辱したところ、その女性はベートーヴェンの友人だったのである。ベートーヴェンはブリッジタワーとの縁を完全に切って、かの新作ソナタを、別のヴァイオリンのヴィルトゥオーゾ、ロドルフ・クロイツェルに改めて献呈することにしたが、クロイツェルは「もう誰かが弾いているし、それに難しすぎる」と言って、この作品を決して演奏しなかった。かくてベートーヴェンの《ヴァイオリン・ソナタ第9番》は、「クロイツェル・ソナタ」の愛称で親しまれるようになった。ベートーヴェンとブリッジタワーの関係は、ピュリッツァー賞を受賞した女性詩人リタ・ドーヴによって戯曲化され、『混血のソナタ（Sonata Mulattica）』として出版された (W. W. Norton, 2009) 。

### 帰国
イングランドに帰国すると、1816年にメアリ・リーチ・リーク（Mary Leech Leeke）と結婚して、教師や演奏家として音楽活動を続けた。1807年10月4日に王立音楽家協会の会員に選出され、1811年6月にはケンブリッジ大学より音楽学士号を授与されている。ロイヤル・フィルハーモニー協会で演奏を続けながらも、その後も外国を訪れた。娘の住むイタリアをことのほか訪れている。1860年にロンドン南部のペッカムにて他界し、亡骸はケンサル・グリーン墓地に埋葬された。ブリッジタワーの1000ポンドもの遺産は、亡き妻の姉妹に相続された。ブリッジタワーの住居は1970年に取り壊されていて現存しない。

## 作品
- ピアノ曲《Diatonica armonica》（1812年出版、ロンドン）
- 中声とピアノのためのバラード《ヘンリー（Henry: A ballad）》（ロンドン出版）